# 安杰拉·科赫兰
安杰拉·科赫兰（英語：Angela Coughlan，1952年10月4日—2009年6月14日），加拿大女子游泳运动员。她曾代表加拿大参加1968年夏季奥林匹克运动会游泳比赛，获得女子4×100米自由泳接力铜牌。